# Vlastibor Klimeš (basketbalista)
Vlastibor Klimeš (* 30. října 1952) je bývalý československý basketbalista. Je zařazen na čestné listině zasloužilých mistrů sportu.
V československé basketbalové lize získal s týmem Slavia VŠ Praha třikrát titul mistra Československa (1974, 1981, 1982), třikrát titul vicemistra (1973, 1976, 1977), má dvě třetí místa (1975, 1978) a čtvrté místo (1980). Další třetí místo získal v roce 1979 s týmem Dukla Olomouc. V sezóně 1981–1982 byl zařazen do nejlepší pětky hráčů československé ligy basketbalu. V historické střelecké tabulce střelců 1. basketbalové ligy Československa (od sezóny 1962/63 do 1992/93) je na 33. místě s počtem 4573 bodů.
Zúčastnil se celkem 8 ročníků evropských klubových pohárů v basketbale, s týmem VŠ Praha – třikrát Poháru evropských mistrů (1973, 1975, 1982) – vždy hrál ve čtvrtfinálové skupině, třikrát Poháru vítězů pohárů (PVP 1976 až 1978) – z toho v roce 1977 s účastí ve čtvrtfinálové skupině a Koračova poháru 1981. S týmem Dukla Olomouc startoval v Poháru vítězů pohárů 1979.  
Jako hráč československé basketbalové reprezentace byl účastníkem osmi světových a evropských basketbalových soutěží. Zúčastnil se Olympijských her 1980 v Moskvě (Československo skončilo deváté), když předtím skončilo druhé v kvalifikaci v Ženevě před OH 1980 a vybojovalo si tak účast na Olympijských hrách. Startoval na dvou
Mistrovství světa 1978 na Filipínách (9. místo) a 1982 v Kolumbii (10. místo).
Zúčastnil se čtyř Mistrovství Evropy mužů – 1975 v Bělehradě, Jugoslávie, 1977 v Belgii, 1979 v Turínu, Itálie a 1981 v Praze. S basketbalovou reprezentací Československa získal na Mistrovství Evropy dvě bronzové medaile, dále jedno čtvrté a šesté místo.
Za reprezentační družstvo Československa v letech 1972–1982 odehrál 234 zápasů, z toho na Olympijských hrách, Mistrovství světa a Mistrovství Evropy celkem 53 zápasů, v nichž zaznamenal 328 bodů. V roce 1977 na světové Univerziádě v Sofii s týmem Československa skončil na třetím místě.
Na konci kariéry odešel hrát a trénovat do Finska a Německa (mj. trenér Wolfenbüttel Wildcats, vítěz Německé basketbalové ligy 2012).
Jeho manželka Dana Klimešová-Ptáčková byla hráčkou Sparty Praha (1972–1982. 8 titulů mistra Československa, 2x 2. místo) a reprezentačního družstva Československa, s nímž se zúčastnila Olympijských her 1976 v Montrealu (4. místo), Mistrovství světa 1975 v Kolumbii (3. místo), Mistrovství Evropy juniorek 1971 (2. místo) a šesti Mistrovství Evropy žen v letech 1972–1981 (2x vicemistryně Evropy, 3x 3. a 1x 4. místo).   

## Sportovní kariéra

### Hráč klubů
- 1972–78 Slavia VŠ Praha: mistr (1974), 3x vicemistr (1973, 1976, 1977), 3. místo (1975, 1978),
- 1978–79 Dukla Olomouc: 3. místo (1979)
- 1979–82 Slavia VŠ Praha: 2x mistr (1981 a 1982), 4. místo (1980)
- V československé basketbalové lize celkem 10 sezón (1972–1982) a 9 medailových umístění
- 3x mistr Československa (1974, 1981, 1982), 3x vicemistr: (1973, 1976, 1977), 3x 3. místo (1975, 1978, 1979)
- 1x v nejlepší pětce sezóny "All stars": 1981–1982
- ve střelecké tabulce československé ligy (od sezóny 1962/63 do 1992/93) je na 33. místě s počtem 4573 bodů.
- Evropské poháry klubů
  - Pohár evropských mistrů – Slavia VŠ Praha: 1973, 1975 ** 1982 (3x čtvrtfinálová skupina)
  - Pohár vítězů pohárů – Slavii VŠ Praha: 1977 (čtvrtfinálová skupina), 1976 a 1978 (osmifinále), Dukla Olomouc: 1979 (2. kolo)
  - FIBA Pohár Korač – Slavii VŠ Praha: 1981 (2. kolo)

### Československo
- za reprezentační družstvo Československa v letech 1974–1982 odehrál 234 zápasů, z toho na OH, MS a ME celkem 53 zápasů, v nichž zaznamenal 328 bodů.
- Předolympijská kvalifikace – 1980 Ženeva, Švýcarsko (76 bodů /9 zápasů) 2. místo a postup na OH
- Olympijské hry – 1980 Moskva (35 bodů /7 zápasů) 9. místo
- Mistrovství světa – 1978 Manila, Filipíny (73 bodů /7 zápasů) 9. místo • 1982 Kolumbie (13 /5) 10. místo
  - Celkem na dvou Mistrovství světa 86 bodů v 12 zápasech
- Mistrovství Evropy – 1975 Bělehrad, Jugoslávie (5 bodů /3 zápasy) 6. místo • 1977 Lutych, Belgie (14 /5) 3. místo • 1979 Turín, Itálie (52 /8) 4. místo • 1981 Praha (60 /9) 3. místo
  - Celkem na čtyřech Mistrovství Evropy 131 bodů v 25 zápasech